# Téléphone
Téléphone war eine französische Rockmusikgruppe der späten 1970er- und 1980er-Jahre. Téléphone vereinte „unverfälschten“ Rock mit Elementen aus Punk / New Wave und gilt als eine der bedeutendsten französischen Rock-Formationen der (europäischen) Studentenbewegung.

## Geschichte
Die musikalischen Vorläufer von Téléphone sind „Sémolina“, als sich 1975 die befreundeten Studenten Jean-Louis Aubert (Gesang/Gitarre), Daniel Roux (Bass) und Drummer Richard Kolinka zusammenfanden und Mitte 1976 Sémolinas einzige Single „Et J’y Vais Déjà“, veröffentlichten. Musikalisch gingen sie kurz darauf zwar eigene Wege, Aubert und Kolinka hatten aber weiterhin in Paris vereinzelte Live-Auftritte.
Offiziell wurde Téléphone am 12. November 1976 von Jean-Louis Aubert, Louis Bertignac, Richard Kolinka und Corine Marienneau im „Centre Américain de Paris“, Boulevard Raspail in Paris, gegründet. Sie waren neben „Bijou“, „Trust“, „Trans Europe Express“ und „Starshooter“ eine der wenigen französischen Gruppen, die Ende der 1970er-Jahre „harten, puren Rock“ gespielt haben.
Nach ersten Konzerten folgte bereits 1977 die erfolgreiche Singleauskopplung „Hygiaphone“ aus ihrem ersten Album „Téléphone (Anna)“, welches sie ausschließlich durch ihre Konzerte promoteten. Das Album wurde innerhalb von 17 Tagen eingespielt, am 25. November 1977 veröffentlicht und erreichte im Februar 1978 Platz 1 der französischen Charts.
Mit „Crache ton venin“, ihrem zweiten mit „Platin“ ausgezeichnetem Studioalbum, gelang 1979 der endgültige Durchbruch: Die Single „La Bombe Humaine“ erreichte vom Start weg Platz 1 der französischen Charts und belegte während 53 Wochen die „Top 50“.
Téléphone wurden zu einer der bekanntesten und erfolgreichsten Rockformationen aus Frankreich, die vor zunehmend größerem Publikum spielten und zahlreichen Konzerten ihre Popularität über die Grenzen von Frankreich hinaus verdanken.
Alleine im Frühjahr 1979 hatten Téléphone 60 Live-Auftritte, ihr größtes vor 100.000 Zuhörern im September 1979, mit einem gegen die damalige konservative französische Regierung gerichteten provokativen Auftakt.
Die Dokumentation „Téléphone Public“ dieser ereignisreichen Monate von Jean-Marie Périer wurde erstmals anlässlich der Eröffnung des „Festival de Cannes“ am 13. Juni 1980 präsentiert.
„Au cœur de la nuit“, ihr drittes Album, erschien 1980, mit wiederum ausgedehnten Live-Auftritten.
Internationale Popularität wurde 1982 mit „Dure Limite“ erreicht, und Téléphone spielten als Vorband der Rolling Stones in Paris und folgten ihnen in die USA, nach Québec und Japan.
1984 veröffentlichten sie ihr fünftes Studioalbum, auf das ihre Fans zwei Jahre warten mussten: „Un autre Monde“.
1985 folgten zwar neue Studioaufnahmen, die aber infolge zunehmender Spannungen innerhalb der Band nicht mehr zu einem neuen Studioalbum führten, und die Bandmitglieder widmeten sich zunehmend eigenen Projekten.
Corine Marienneau und Louis Bertignac nahmen an der musikalischen Produktion von Luc Bessons moderner „Rock-Opera“ „Subway“ teil.
Am 24. März 1986 teilte das Band-Management mit, dass sich Téléphone für ein Jahr eine Auszeit nähmen, ergänzt mit einem Statement von Virgin: «En aucun cas ce congé de 12 mois ne signifie la séparation du groupe.» (Auf keinen Fall bedeutet dieser zwölfmonatige Urlaub die Trennung der Gruppe.) und dem endgültigen „Aus“ am 21. April 1986.
1994 folgte ein einzelnes Konzert im Pariser Theater Bataclan, 2005 spielten Aubert und Bertignac gemeinsam einige Songs im Pariser „Olympia“, und anlässlich eines gemeinsamen Auftritts am 2. Dezember 2006 von Jean-Louis Aubert, Louis Bertignac und Richard Kolinka auf „France 2“ lebten Gerüchte einer möglichen Reunion wieder auf.

## Diskografie

### Studioalben
- 1977: Téléphone (Anna), offiziell 1er Album (Produzent: Mike Thorne – EMI Music France)
- 1979: Crache ton venin (Produzent: Martin Rushent – EMI Music France)
- 1980: Au coeur de la Nuit (Produzent: Martin Rushent – EMI Music France)
- 1982: Dure Limite (Produzent: Bob Ezrin – Virgin Records)
- 1984: Un autre Monde (Produzent: Glyn Johns – Virgin Records)

### Kompilationen & Livealben
(auszugsweise, exkl. länderspezifische Veröffentlichungen)

| Jahr | Titel                | Höchstplatzierung, Gesamtwochen, AuszeichnungChartsChartplatzierungen (Jahr, Titel, Platzierungen, Wochen, Auszeichnungen, Anmerkungen) | Anmerkungen                   |
| Jahr | Titel                | FR | Anmerkungen                   |
| ---- | -------------------- | --- | ----------------------------- |
| 2000 | En concert           | FR52 (6 Wo.)FR |                               |
| 2006 | Illimité             | FR175 Gold · (2 Wo.)FR | Charteinstieg in FR erst 2012 |
| 2011 | Le live              | FR133 (5 Wo.)FR |                               |
| 2015 | Au cœur de Téléphone | FR11 Gold · (36 Wo.)FR |                               |

Weitere Kompilationen & Livealben
- 1984: Le meilleur (EMI)
- 1985: Crache ton venin / Argent trop cher (EMI)
- 1985: Disque d'or / pochette 4 faces (EMI)
- 1985: Top 16 (EMI)
- 1986: Téléphone 2 disques (EMI)
- 1986: Le Live (Virgin Records)
- 2000: Paris’ 81 (EMI Music France)
- 2003: Platinum Collection (3 CDs, EMI Music France)
- 2005: selamanya
- 2005: Rappels
- 2006: L’ Integrale Studio (EMI)
- 2007: Best of Telephone

### Singles
| Jahr | Titel Album                         | Höchstplatzierung, Gesamtwochen, AuszeichnungChartsChartplatzierungen (Jahr, Titel, Album, Platzierungen, Wochen, Auszeichnungen, Anmerkungen) | Anmerkungen                   |
| Jahr | Titel Album                         | FR | Anmerkungen                   |
| ---- | ----------------------------------- | --- | ----------------------------- |
| 1982 | Ça (C’est vraiment toi) Dure Limite | FR133 (2 Wo.)FR | Charteinstieg in FR erst 2012 |
| 1984 | Un autre monde                      | FR5 Silber · (25 Wo.)FR |                               |
| 1985 | Le jour s’est levé –                | FR4 Gold · (19 Wo.)FR |                               |

grau schraffiert: keine Chartdaten aus diesem Jahr verfügbar
Weitere Singles
- 1978: Anna
- 1978: Métro (c’est trop)
- 1979: La Bombe humaine
- 1979: Un peu de ton amour
- 1980: J’sais pas quoi faire
- 1980: Argent trop cher
- 1982: Cendrillon
- 1982: Jour contre jour
- 1984: Oublie ça
- 1985: New York avec toi

### Videoalben & Film
- 1980: Téléphone Public (Jean-Marie Périer), erstmals präsentiert anlässlich der Eröffnung des „Festival de Cannes“ am 13. Juni 1980
- 2004: Téléphone ‚1976-86’ (Doppel-DVD), Dokumentation produziert von „Canal Plus“ und François Philippe Manoeuvre

## Auszeichnungen für Musikverkäufe
| Goldene Schallplatte - Frankreich - 1980: für das Album Anna - 1980: für das Album Au Coeur De La Nuit - 1993: für das Album Rappels Vol. 2 - 2005: für das Album Paris 81 (En Concert) 2× Goldene Schallplatte - Frankreich - 1999: für das Album CD Collector – 20ème Anniversaire | Platin-Schallplatte - Frankreich - 1980: für das Album Crache Ton Venin - 1983: für das Album Dure Limite - 1985: für das Album Un Autre Monde - 1991: für das Album Rappels Vol. 1 - 1995: für das Album La Totale - 2001: für das Album Best Of 2× Platin-Schallplatte - Frankreich - 2004: für das Videoalbum 1977–1986 |

Anmerkung: Auszeichnungen in Ländern aus den Charttabellen bzw. Chartboxen sind in ebendiesen zu finden.
| Land/RegionAuszeichnungen für Musikverkäufe (Land/Region, Auszeichnungen, Verkäufe, Quellen) | Silber  | Gold     | Platin     | Verkäufe  | Quellen                     |
| -------------------------------------------------------------------------------------------- | ------- | -------- | ---------- | --------- | --------------------------- |
| Frankreich (SNEP)                                                                            | Silber1 | 9× Gold9 | 8× Platin8 | 3.565.000 | infodisc.fr snepmusique.com |
| Insgesamt                                                                                    | Silber1 | 9× Gold9 | 8× Platin8 |           |                             |